# ジョスリン・デルクール
ジョスリン・デルクール（Jocelyn Delecour, 1935年1月2日 - ）は、フランスの陸上競技選手。トゥールコワン生まれ。1964年東京オリンピック、1968年メキシコオリンピックの銅メダリストである。

## 経歴
デルクールは、1956年メルボルンオリンピックに出場。4×100mリレーのメンバーとして出場を果たしたが、このときは準決勝で敗退している。2年後のストックホルムのヨーロッパ選手権には100m、200m、4×100mリレーの3種目に出場。結果は100mで4位、4×100mリレーで5位となったが、200mでは3位となり銅メダルを獲得した。
デルクールは1960年に2度目のオリンピックとなるローマオリンピックに出場。100m、200mは準々決勝敗退。4×100mリレーも予選敗退と結果を残すことができなかった。2年後のベオグラードのヨーロッパ選手権では、100mで銀メダル。200mと4×100mリレーで4位という結果を残している。
1964年には3度目のオリンピックとなる東京オリンピックに出場。個人種目の200mは準決勝で敗退したものの、デルクールはポール・ジュヌヴェ、ベルナール・レブール、クロード・ピケマルのメンバーで構成された4×100mリレーでアメリカ、ポーランドに次いで銅メダルを獲得した。2年後のブダペストで開催されたヨーロッパ選手権では4×100mリレーのみの出場であったが金メダルを獲得し、デルクールは大きな国際大会で初めて優勝を果たした。
デルクールは、4回連続出場となった1968年メキシコオリンピックでは100mと4×100mリレーに出場。100mは準々決勝で敗退したが、4×100mリレーでは前回大会もメンバーであったピケマルとジェラール・フェヌーイ、ロジェ・バンビュクとともに、アメリカ、キューバに次いで銅メダルを獲得。2大会連続の表彰台となった。

## 主な実績
| 年   | 大会                 | 場所                         | 種目         | 結果 | 記録  |
| ---- | -------------------- | ---------------------------- | ------------ | ---- | ----- |
| 1958 | ヨーロッパ陸上選手権 | ストックホルム(スウェーデン) | 100m         | 4位  | 10秒5 |
| 1958 | ヨーロッパ陸上選手権 | ストックホルム(スウェーデン) | 200m         | 3位  | 21秒3 |
| 1958 | ヨーロッパ陸上選手権 | ストックホルム(スウェーデン) | 4×100mリレー | 5位  | 41秒0 |
| 1962 | ヨーロッパ陸上選手権 | ベオグラード(ユーゴスラビア) | 100m         | 2位  | 10秒4 |
| 1962 | ヨーロッパ陸上選手権 | ベオグラード(ユーゴスラビア) | 200m         | 4位  | 21秒0 |
| 1962 | ヨーロッパ陸上選手権 | ベオグラード(ユーゴスラビア) | 4×100mリレー | 4位  | 40秒0 |
| 1964 | オリンピック         | 東京(日本)                   | 4×100mリレー | 3位  | 39秒3 |
| 1966 | ヨーロッパ陸上選手権 | ブダペスト(ハンガリー)       | 4×100mリレー | 1位  | 39秒4 |
| 1968 | オリンピック         | メキシコシティ(メキシコ)     | 4×100mリレー | 3位  | 38秒4 |